# Liste der Nummer-eins-Hits in Belgien (2015)
Dies ist eine Liste der Nummer-eins-Hits in Belgien im Jahr 2015. Für die niederländischsprachigen Landesteile (Flandern) und die französischsprachigen Landesteile (Wallonie) werden getrennte Charts ermittelt. Veröffentlicht werden die Charts von Ultratop, das auf Initiative der Belgian Entertainment Association (BEA), der Vereinigung der Musik-, Film- und Spieleindustrie des Landes, entstanden ist.

## Flandern

### Singles
| ← 2014 ← | Liste der Nummer-eins-Hits in Belgien (Flandern) | Liste der Nummer-eins-Hits in Belgien (Flandern) | Liste der Nummer-eins-Hits in Belgien (Flandern)                                                                | 2016 → |
| \| Zeitraum \| Wo. ges. \| Interpret \| Titel Autor(en) \| Zusätzliche Informationen \| \| (Zeitraum, Wochen auf Platz eins, Interpret, Titel, Autor[en], zusätzliche Informationen) \| \| \| \| \| \| ----------------------------------------------------------------------------------------- \| -------- \| ----------------------------------------- \| --------------------------------------------------------------------------------------------------------------- \| ------------------------------------------------------------------------------------------------------------------------------------------------------------------------------------------------------------------------------------------------------------------------------------------------------------------------------------------------------- \| \| 6. Dezember 2014 – 9. Januar 2015 5 Wochen \| 5 \| Lost Frequencies \| Are You with Me Tommy Lee James, Shane McAnally, Terry McBride \| Diese Danceversion eines Countrysongs von Easton Corbin wurde ein europaweiter Tophit. Nur in Nordamerika war man wenig begeistert von dieser Umsetzung. Für den belgischen DJ war es der Beginn seiner Musikkarriere. \| \| 10. Januar 2015 – 30. Januar 2015 3 Wochen \| 3 \| Mark Ronson feat. Bruno Mars \| Uptown Funk! Mark Ronson, Jeff Bhasker, Bruno Mars, Philip Lawrence \| Mark Ronson hatte in Belgien davor nur zwei kleinere Hits gehabt, Bruno Mars immerhin ein Nummer-eins-Album und ein halbes Dutzend Top-10-Hits. Mit diesem gemeinsamen Welthit kamen beiden erstmals auf Platz eins der Singlecharts in Flandern. \| \| 31. Januar 2015 – 27. Februar 2015 4 Wochen (insgesamt 5) \| 5 \| Christine and the Queens \| Christine Héloïse Letissier \| 2014 begann die Karriere von Héloïse Letissier in Frankreich und im französischsprachigen Belgien. Mit diesem Hit eroberte die Französin das ganze Land. \| \| 28. Februar 2015 – 27. März 2015 4 Wochen (insgesamt 5) \| 5 \| Omi \| Cheerleader (Felix Jaehn Remix) Omar Samuel Pasley, Clifton Dillon, Mark Bradford, Ryan Dillon, Sly Dunbar \| Dieser weltweite Hit, für Jaehn wie für Omi der erste Hit, war in den meisten westlichen Ländern ein Nummer-eins-Hit. \| \| 28. März 2015 – 3. April 2015 1 Woche (insgesamt 5) \| 5 \| Christine and the Queens \| Christine Héloïse Letissier \| − \| \| 4. April 2015 – 10. April 2015 1 Woche (insgesamt 5) \| 5 \| Omi \| Cheerleader (Felix Jaehn Remix) Omar Samuel Pasley, Clifton Dillon, Mark Bradford, Ryan Dillon, Sly Dunbar \| − \| \| 11. April 2015 – 17. April 2015 1 Woche \| 1 \| Stan Van Samang \| Goeiemorgend, goeiendag (live) Paul Quintens, Hans Francken, Phil Van Cauwenbergh, Brahim, Charissa Parassiadis \| Bereits 2007 hatte der Serienschauspieler aus Brabant seinen Durchbruch als Sänger mit dem Nummer-eins-Hit Scars. Danach hatte er Mühe, den Erfolg zu wiederholen. Acht Jahre konnte er ausgehend von diesem Lied seinen Debüterfolg noch weit übertreffen. \| \| 18. April 2015 – 8. Mai 2015 3 Wochen \| 3 \| Wiz Khalifa feat. Charlie Puth \| See You Again Justin Franks, Cameron Thomaz, Andrew Cedar, Charles Puth \| Der Hit verdankt seinen Erfolg dem Film Fast & Furious 7. Der einzige belgische Hit von Wiz Khalifa als Hauptinterpret vor diesem Lied war We Own It aus dem sechsten Teil der Filmserie. \| \| 9. Mai 2015 – 15. Mai 2015 1 Woche (insgesamt 2) \| 2 \| Stan Van Samang \| Een ster (live) Musik: Nikolaus Presnik / Text: Christoff De Bolle \| Der Sänger Christoff hatte 2008 den Hit Ein Stern von Nik P. ins Niederländische übersetzt und selbst zum Nummer-eins-Hit gemacht. Stan Van Samang hatte damit nicht nur seinen zweiten Nummer-eins-Hits kurz hintereinander, er war mit sechs Titeln in den Top 50 vertreten und belegte Platz eins und zwei und auch noch Platz eins der Albumcharts. \| \| 16. Mai 2015 – 22. Mai 2015 1 Woche \| 1 \| Dimitri Vegas & Like Mike vs. Ummet Ozcan \| The Hum Dimitri Thivaios, Michael Thivaios, Ummet Ozcan \| Nach fünf zweiten Plätzen, zuletzt dreimal in Folge, war dies der erste Nummer-eins-Hit für die belgischen DJ-Brüder seit 2009. \| \| 23. Mai 2015 – 29. Mai 2015 1 Woche (insgesamt 2) \| 2 \| Stan Van Samang \| Een ster (live) Musik: Nikolaus Presnik / Text: Christoff de Bolle \| − \| \| 30. Mai 2015 – 26. Juni 2015 4 Wochen \| 4 \| Loïc Nottet \| Rhythm Inside Beverly Jo Scott, Loïc Nottet \| Nach dem vierten Platz beim Eurovision Song Contest in Wien kam der belgische Beitrag an die Spitze der flämischen Singlecharts, als erster belgischer Beitrag seit Me and My Guitar von Tom Dice 2010 und als erster wallonischer Beitrag seit dem siegreichen J’aime la vie von Sandra Kim 1986. \| \| 27. Juni 2015 – 17. Juli 2015 3 Wochen (insgesamt 5) \| 5 \| Lost Frequencies feat. Janieck Devy \| Reality Felix de Laet, Janieck van de Polder \| Der Song Are You with Me brachte im Vorjahr den Durchbruch für den belgischen DJ, auch die Nachfolgesingle erreichte Platz eins und war erneut ein internationaler Hit. \| \| 18. Juli 2015 – 24. Juli 2015 1 Woche (insgesamt 8) \| 8 \| Dimitri Vegas & Like Mike feat. Ne-Yo \| Higher Place Dimitri Thivaios, Michael Thivaios, Shaffer Smith \| Der zweite Nummer-eins-Hit in einem Jahr für das DJ-Duo mit ihrer 20. Chartsingle in Belgien. \| \| 25. Juli 2015 – 31. Juli 2015 1 Woche (insgesamt 5) \| 5 \| Lost Frequencies feat. Janieck Devy \| Reality Felix de Laet, Janieck van de Polder \| − \| \| 1. August 2015 – 21. August 2015 3 Wochen (insgesamt 8) \| 8 \| Dimitri Vegas & Like Mike feat. Ne-Yo \| Higher Place Dimitri Thivaios, Michael Thivaios, Shaffer Smith \| − \| \| 22. August 2015 – 28. August 2015 1 Woche (insgesamt 5) \| 5 \| Lost Frequencies feat. Janieck Devy \| Reality Felix de Laet, Janieck van de Polder \| − \| \| 29. August 2015 – 25. September 2015 4 Wochen (insgesamt 8) \| 8 \| Dimitri Vegas & Like Mike feat. Ne-Yo \| Higher Place Dimitri Thivaios, Michael Thivaios, Shaffer Smith \| − \| \| 26. September 2015 – 30. Oktober 2015 5 Wochen \| 5 \| Matt Simons \| Catch & Release (Deepend Remix) Matt Simons, Erik Mattiasson \| Der US-Amerikaner wurde durch das niederländischsprachige Fernsehen bekannt, als 2012 sein Lied With You durch eine Seifenoper populär wurde. Der Deep-House-Remix des Titelsongs seines zweiten Albums brachte ihm einen weiteren Hit.[1] \| \| 31. Oktober 2015 – 20. November 2015 3 Wochen (insgesamt 11) \| 11 \| Adele \| Hello Greg Kurstin, Adele Adkins \| – \| \| 21. November 2015 – 27. November 2015 1 Woche \| 1 \| K3 \| 10.000 luchtballonnen Miguel Wiels, Alain Vande Putte \| Im Frühjahr war das alte Trio mit einer Single abgetreten, die nur Platz 44 erreichte. Das per Fernsehshow gecastete Nachfolgetrio gab seinen Einstand an der Chartspitze. Es war die dritte Topplatzierung für das Projekt. \| \| 28. November 2015 – 22. Januar 2016 8 Wochen (insgesamt 11) \| 11 \| Adele \| Hello Greg Kurstin, Adele Adkins \| – \| |                                                  |                                                  | | |
| ← 2014 |                                                  |                                                  | | → 2016 → |
| Zeitraum | Wo. ges.                                         | Interpret                                        | Titel Autor(en)                                                                                                 | Zusätzliche Informationen |
| (Zeitraum, Wochen auf Platz eins, Interpret, Titel, Autor[en], zusätzliche Informationen) |                                                  |                                                  | | |
| 6. Dezember 2014 – 9. Januar 2015 5 Wochen | 5                                                | Lost Frequencies                                 | Are You with Me Tommy Lee James, Shane McAnally, Terry McBride                                                  | Diese Danceversion eines Countrysongs von Easton Corbin wurde ein europaweiter Tophit. Nur in Nordamerika war man wenig begeistert von dieser Umsetzung. Für den belgischen DJ war es der Beginn seiner Musikkarriere. |
| 10. Januar 2015 – 30. Januar 2015 3 Wochen | 3                                                | Mark Ronson feat. Bruno Mars                     | Uptown Funk! Mark Ronson, Jeff Bhasker, Bruno Mars, Philip Lawrence                                             | Mark Ronson hatte in Belgien davor nur zwei kleinere Hits gehabt, Bruno Mars immerhin ein Nummer-eins-Album und ein halbes Dutzend Top-10-Hits. Mit diesem gemeinsamen Welthit kamen beiden erstmals auf Platz eins der Singlecharts in Flandern. |
| 31. Januar 2015 – 27. Februar 2015 4 Wochen (insgesamt 5) | 5                                                | Christine and the Queens                         | Christine Héloïse Letissier                                                                                     | 2014 begann die Karriere von Héloïse Letissier in Frankreich und im französischsprachigen Belgien. Mit diesem Hit eroberte die Französin das ganze Land. |
| 28. Februar 2015 – 27. März 2015 4 Wochen (insgesamt 5) | 5                                                | Omi                                              | Cheerleader (Felix Jaehn Remix) Omar Samuel Pasley, Clifton Dillon, Mark Bradford, Ryan Dillon, Sly Dunbar      | Dieser weltweite Hit, für Jaehn wie für Omi der erste Hit, war in den meisten westlichen Ländern ein Nummer-eins-Hit. |
| 28. März 2015 – 3. April 2015 1 Woche (insgesamt 5) | 5                                                | Christine and the Queens                         | Christine Héloïse Letissier                                                                                     | − |
| 4. April 2015 – 10. April 2015 1 Woche (insgesamt 5) | 5                                                | Omi                                              | Cheerleader (Felix Jaehn Remix) Omar Samuel Pasley, Clifton Dillon, Mark Bradford, Ryan Dillon, Sly Dunbar      | − |
| 11. April 2015 – 17. April 2015 1 Woche | 1                                                | Stan Van Samang                                  | Goeiemorgend, goeiendag (live) Paul Quintens, Hans Francken, Phil Van Cauwenbergh, Brahim, Charissa Parassiadis | Bereits 2007 hatte der Serienschauspieler aus Brabant seinen Durchbruch als Sänger mit dem Nummer-eins-Hit Scars. Danach hatte er Mühe, den Erfolg zu wiederholen. Acht Jahre konnte er ausgehend von diesem Lied seinen Debüterfolg noch weit übertreffen.                                                                                             |
| 18. April 2015 – 8. Mai 2015 3 Wochen | 3                                                | Wiz Khalifa feat. Charlie Puth                   | See You Again Justin Franks, Cameron Thomaz, Andrew Cedar, Charles Puth                                         | Der Hit verdankt seinen Erfolg dem Film Fast & Furious 7. Der einzige belgische Hit von Wiz Khalifa als Hauptinterpret vor diesem Lied war We Own It aus dem sechsten Teil der Filmserie. |
| 9. Mai 2015 – 15. Mai 2015 1 Woche (insgesamt 2) | 2                                                | Stan Van Samang                                  | Een ster (live) Musik: Nikolaus Presnik / Text: Christoff De Bolle                                              | Der Sänger Christoff hatte 2008 den Hit Ein Stern von Nik P. ins Niederländische übersetzt und selbst zum Nummer-eins-Hit gemacht. Stan Van Samang hatte damit nicht nur seinen zweiten Nummer-eins-Hits kurz hintereinander, er war mit sechs Titeln in den Top 50 vertreten und belegte Platz eins und zwei und auch noch Platz eins der Albumcharts. |
| 16. Mai 2015 – 22. Mai 2015 1 Woche | 1                                                | Dimitri Vegas & Like Mike vs. Ummet Ozcan        | The Hum Dimitri Thivaios, Michael Thivaios, Ummet Ozcan                                                         | Nach fünf zweiten Plätzen, zuletzt dreimal in Folge, war dies der erste Nummer-eins-Hit für die belgischen DJ-Brüder seit 2009. |
| 23. Mai 2015 – 29. Mai 2015 1 Woche (insgesamt 2) | 2                                                | Stan Van Samang                                  | Een ster (live) Musik: Nikolaus Presnik / Text: Christoff de Bolle                                              | − |
| 30. Mai 2015 – 26. Juni 2015 4 Wochen | 4                                                | Loïc Nottet                                      | Rhythm Inside Beverly Jo Scott, Loïc Nottet                                                                     | Nach dem vierten Platz beim Eurovision Song Contest in Wien kam der belgische Beitrag an die Spitze der flämischen Singlecharts, als erster belgischer Beitrag seit Me and My Guitar von Tom Dice 2010 und als erster wallonischer Beitrag seit dem siegreichen J’aime la vie von Sandra Kim 1986.                                                      |
| 27. Juni 2015 – 17. Juli 2015 3 Wochen (insgesamt 5) | 5                                                | Lost Frequencies feat. Janieck Devy              | Reality Felix de Laet, Janieck van de Polder                                                                    | Der Song Are You with Me brachte im Vorjahr den Durchbruch für den belgischen DJ, auch die Nachfolgesingle erreichte Platz eins und war erneut ein internationaler Hit. |
| 18. Juli 2015 – 24. Juli 2015 1 Woche (insgesamt 8) | 8                                                | Dimitri Vegas & Like Mike feat. Ne-Yo            | Higher Place Dimitri Thivaios, Michael Thivaios, Shaffer Smith                                                  | Der zweite Nummer-eins-Hit in einem Jahr für das DJ-Duo mit ihrer 20. Chartsingle in Belgien. |
| 25. Juli 2015 – 31. Juli 2015 1 Woche (insgesamt 5) | 5                                                | Lost Frequencies feat. Janieck Devy              | Reality Felix de Laet, Janieck van de Polder                                                                    | − |
| 1. August 2015 – 21. August 2015 3 Wochen (insgesamt 8) | 8                                                | Dimitri Vegas & Like Mike feat. Ne-Yo            | Higher Place Dimitri Thivaios, Michael Thivaios, Shaffer Smith                                                  | − |
| 22. August 2015 – 28. August 2015 1 Woche (insgesamt 5) | 5                                                | Lost Frequencies feat. Janieck Devy              | Reality Felix de Laet, Janieck van de Polder                                                                    | − |
| 29. August 2015 – 25. September 2015 4 Wochen (insgesamt 8) | 8                                                | Dimitri Vegas & Like Mike feat. Ne-Yo            | Higher Place Dimitri Thivaios, Michael Thivaios, Shaffer Smith                                                  | − |
| 26. September 2015 – 30. Oktober 2015 5 Wochen | 5                                                | Matt Simons                                      | Catch & Release (Deepend Remix) Matt Simons, Erik Mattiasson                                                    | Der US-Amerikaner wurde durch das niederländischsprachige Fernsehen bekannt, als 2012 sein Lied With You durch eine Seifenoper populär wurde. Der Deep-House-Remix des Titelsongs seines zweiten Albums brachte ihm einen weiteren Hit. |
| 31. Oktober 2015 – 20. November 2015 3 Wochen (insgesamt 11) | 11                                               | Adele                                            | Hello Greg Kurstin, Adele Adkins                                                                                | – |
| 21. November 2015 – 27. November 2015 1 Woche | 1                                                | K3                                               | 10.000 luchtballonnen Miguel Wiels, Alain Vande Putte                                                           | Im Frühjahr war das alte Trio mit einer Single abgetreten, die nur Platz 44 erreichte. Das per Fernsehshow gecastete Nachfolgetrio gab seinen Einstand an der Chartspitze. Es war die dritte Topplatzierung für das Projekt. |
| 28. November 2015 – 22. Januar 2016 8 Wochen (insgesamt 11) | 11                                               | Adele                                            | Hello Greg Kurstin, Adele Adkins                                                                                | – |

### Alben
| ← 2014 ← | Liste der Nummer-eins-Hits in Belgien (Flandern) | Liste der Nummer-eins-Hits in Belgien (Flandern)   | Liste der Nummer-eins-Hits in Belgien (Flandern) | 2016 → |
| \| Zeitraum \| Wo. ges. \| Interpret \| Titel \| Zusätzliche Informationen \| \| (Zeitraum, Wochen auf Platz eins, Interpret, Titel, zusätzliche Informationen) \| \| \| \| \| \| ------------------------------------------------------------------------------ \| -------- \| -------------------------------------------------- \| -------------------------------- \| ----------------------------------------------------------------------------------------------------------------------------------------------------------------------------------------------------------------------------------------------------------------------------------------------------------- \| \| 27. Dezember 2014 – 2. Januar 2015 1 Woche \| 1 \| (Soundtrack) \| Safety First \| − \| \| 3. Januar 2015 – 9. Januar 2015 1 Woche (insgesamt 4) \| 4 \| AC/DC \| Rock or Bust \| − \| \| 10. Januar 2015 – 16. Januar 2015 1 Woche \| 1 \| Will Tura & Christoff \| Back to Back \| Mit 75 Jahren kehrte der flämische Levenslied-Sänger auf Platz eins der Charts zurück, zuletzt war Tura 1995 an der Chartspitze gewesen. Sein Partner Christoff De Bolle war dagegen zuletzt Dauergast auf den Topplätzen und stand in sechs Jahren zum sechsten Mal ganz oben. \| \| 17. Januar 2015 – 5. Februar 2015 3 Wochen (insgesamt 4) \| 4 \| Oscar and the Wolf \| Entity \| Das erfolgreiche Debüt der Elektropopband brachte auch zwei Top-5-Hits in den Singlecharts. \| \| 6. Februar 2015 – 12. Februar 2015 1 Woche \| 1 \| The Scabs \| Ways of a Wild Heart \| Von 1980 bis in die Mitte der 1990er hatte die Punkband ihre erste Erfolgszeit. 2007 kam sie wieder zusammen und krönte ihr Comeback acht Jahre später mit einem Nummer-eins-Album. \| \| 13. Februar 2015 – 6. März 2015 3 Wochen \| 3 \| Ghost Rockers \| Ghost Rockers \| In der zweiten Woche gelang dem Soundtrack zur Ketnet-Serie von Studio 100 über fünf Jugendliche und ihre von selbst spielenden Musikinstrumente der Sprung an die Chartspitze. \| \| 7. März 2015 – 13. März 2015 1 Woche \| 1 \| (Soundtrack) \| Fifty Shades of Grey \| − \| \| 14. März 2015 – 20. März 2015 1 Woche \| 1 \| Ozark Henry with the National Orchestra of Belgium \| Paramount \| Drei Jahre zuvor hatte der Rocksänger das Nationalorchester bei dessen 25-Jahr-Feier unterstützt. Es revanchierte sich mit der klassischen Interpretation von 15 seiner größten Hits inklusive Album und Tour.[2] Ozark Henry bescherte das Projekt Paramount das vierte Nummer-eins-Album seiner Karriere. \| \| 21. März 2015 – 27. März 2015 1 Woche \| 1 \| Madonna \| Rebel Heart \| − \| \| 28. März 2015 – 3. April 2015 1 Woche \| 1 \| Mark Knopfler \| Tracker \| Der britische Gitarrist war zuvor während seiner Solokarriere bereits sechsmal in den Top 10 gewesen und zuletzt mit Privateering 2012 auf Platz zwei, Tracker war aber sein erstes Nummer-eins-Album in Belgien. \| \| 4. April 2015 – 1. Mai 2015 4 Wochen \| 4 \| Selah Sue \| Reason \| 2011 hatte die Sängerin aus Brabant ihren großen Durchbruch mit ihrem Debütalbum. Mit diesem zweiten Album konnte sie daran anknüpfen und sich sogar in Deutschland, und damit erstmals außerhalb des niederländisch- und französischsprachigen Raums, platzieren. \| \| 2. Mai 2015 – 8. Mai 2015 1 Woche \| 1 \| Demis Roussos \| Collected \| Der im Januar verstorbene Grieche hatte seine erfolgreichste Zeit 40 Jahre zuvor: 1973 hatte er in Belgien fünf Nummer-eins-Singles in einem Jahr. \| \| 9. Mai 2015 – 14. August 2015 14 Wochen (insgesamt 18) \| 18 \| Stan Van Samang \| Liefde voor publiek \| Mit der zweiten Nummer-eins-Single des singenden Serienschauspielers folgte auch das Album auf Platz eins. Es wurde das erfolgreichste Album der letzten Jahre und nur Helmut Lotti war mit seinem zweiten Klassikalbum ab 1996 länger auf Platz eins gestanden. \| \| 15. August 2015 – 21. August 2015 1 Woche \| 1 \| Dr. Dre \| Compton: A Soundtrack by Dr. Dre \| Das zweite Album des US-Rappers war 15 Jahre zuvor nur auf Platz 13 gekommen und in den Singlecharts hatte er ebenfalls keine hohen Platzierungen erreicht, somit ragt das Album weit heraus. Es wurde im Vorfeld auch viel Wirbel gemacht um das Album, das sein letztes sein soll. \| \| 22. August 2015 – 11. September 2015 3 Wochen (insgesamt 18) \| 18 \| Stan Van Samang \| Liefde voor publiek \| – \| \| 12. September 2015 – 18. September 2015 1 Woche \| 1 \| Iron Maiden \| The Book of Souls \| 2010 standen die Metalrocker schon einmal auf Platz zwei und 2003 auf Platz vier in Belgien, nach einer langen Reihe von Albumveröffentlichungen war es aber die erste Nummer-eins-Platzierung. \| \| 19. September 2015 – 25. September 2015 1 Woche (insgesamt 18) \| 18 \| Stan Van Samang \| Liefde voor publiek \| – \| \| 26. September 2015 – 9. Oktober 2015 2 Wochen \| 2 \| David Gilmour \| Rattle That Lock \| Nach dem offiziell letzten Album von Pink Floyd im Vorjahr hatte der Frontmann sein erstes Solo-Nummer-eins-Album. Das erste Soloalbum On an Island hatte 2006 Platz 9 erreicht. \| \| 10. Oktober 2015 – 23. Oktober 2015 2 Wochen \| 2 \| Editors \| In Dream \| Für die Briten war es bereits das zweite Nummer-eins-Album in Folge nach The Weight of Your Love vor zwei Jahren. Insgesamt war es das fünfte Chartalbum in 10 Jahren. \| \| 24. Oktober 2015 – 30. Oktober 2015 1 Woche \| 1 \| Black Box Revelation \| Highway Cruiser \| Mit ihrem zweiten Album Silver Threats war die Rockband 2010 schon einmal auf Platz eins gewesen. \| \| 31. Oktober 2015 – 6. November 2015 1 Woche \| 1 \| Trixie Whitley \| Porta Bohemica \| Das Debütalbum Fourth Corner hatte zwei Jahre zuvor Platz eins verpasst, war aber fast zwei Jahre in den Charts gewesen. Das Nachfolgealbum der Belgierin stieg direkt an der Spitze ein. \| \| 7. November 2015 – 13. November 2015 1 Woche \| 1 \| Regi \| Voices \| Nach mehr als fünf Jahren schaffte es der belgische DJ zum zweiten Mal in Folge auf Platz eins. \| \| 14. November 2015 – 20. November 2015 1 Woche \| 1 \| Ellie Goulding \| Delirium \| Ihr Erfolgsalbum Halcyon war drei Jahre zuvor nur auf Platz 14 gekommen, dafür aber fast eineinhalb Jahre in den Charts gewesen. Dieses Album erreichte in Flandern die Spitze und war damit erfolgreicher als bspw. in Gouldings britischer Heimat. \| \| 21. November 2015 – 27. November 2015 1 Woche \| 1 \| One Direction \| Made in the A. M. \| – \| \| 28. November 2015 – 25. Dezember 2015 4 Wochen \| 4 \| Adele \| 25 \| – \| \| 26. Dezember 2015 – 15. Januar 2016 3 Wochen (insgesamt 5) \| 5 \| K3 \| 10.000 luchtballonnen \| – \| |                                                  |                                                    |                                                  | |
| ← 2014 |                                                  |                                                    |                                                  | → 2016 → |
| Zeitraum | Wo. ges.                                         | Interpret                                          | Titel                                            | Zusätzliche Informationen |
| (Zeitraum, Wochen auf Platz eins, Interpret, Titel, zusätzliche Informationen) |                                                  |                                                    |                                                  | |
| 27. Dezember 2014 – 2. Januar 2015 1 Woche | 1                                                | (Soundtrack)                                       | Safety First                                     | − |
| 3. Januar 2015 – 9. Januar 2015 1 Woche (insgesamt 4) | 4                                                | AC/DC                                              | Rock or Bust                                     | − |
| 10. Januar 2015 – 16. Januar 2015 1 Woche | 1                                                | Will Tura & Christoff                              | Back to Back                                     | Mit 75 Jahren kehrte der flämische Levenslied-Sänger auf Platz eins der Charts zurück, zuletzt war Tura 1995 an der Chartspitze gewesen. Sein Partner Christoff De Bolle war dagegen zuletzt Dauergast auf den Topplätzen und stand in sechs Jahren zum sechsten Mal ganz oben.                          |
| 17. Januar 2015 – 5. Februar 2015 3 Wochen (insgesamt 4) | 4                                                | Oscar and the Wolf                                 | Entity                                           | Das erfolgreiche Debüt der Elektropopband brachte auch zwei Top-5-Hits in den Singlecharts. |
| 6. Februar 2015 – 12. Februar 2015 1 Woche | 1                                                | The Scabs                                          | Ways of a Wild Heart                             | Von 1980 bis in die Mitte der 1990er hatte die Punkband ihre erste Erfolgszeit. 2007 kam sie wieder zusammen und krönte ihr Comeback acht Jahre später mit einem Nummer-eins-Album. |
| 13. Februar 2015 – 6. März 2015 3 Wochen | 3                                                | Ghost Rockers                                      | Ghost Rockers                                    | In der zweiten Woche gelang dem Soundtrack zur Ketnet-Serie von Studio 100 über fünf Jugendliche und ihre von selbst spielenden Musikinstrumente der Sprung an die Chartspitze. |
| 7. März 2015 – 13. März 2015 1 Woche | 1                                                | (Soundtrack)                                       | Fifty Shades of Grey                             | − |
| 14. März 2015 – 20. März 2015 1 Woche | 1                                                | Ozark Henry with the National Orchestra of Belgium | Paramount                                        | Drei Jahre zuvor hatte der Rocksänger das Nationalorchester bei dessen 25-Jahr-Feier unterstützt. Es revanchierte sich mit der klassischen Interpretation von 15 seiner größten Hits inklusive Album und Tour. Ozark Henry bescherte das Projekt Paramount das vierte Nummer-eins-Album seiner Karriere. |
| 21. März 2015 – 27. März 2015 1 Woche | 1                                                | Madonna                                            | Rebel Heart                                      | − |
| 28. März 2015 – 3. April 2015 1 Woche | 1                                                | Mark Knopfler                                      | Tracker                                          | Der britische Gitarrist war zuvor während seiner Solokarriere bereits sechsmal in den Top 10 gewesen und zuletzt mit Privateering 2012 auf Platz zwei, Tracker war aber sein erstes Nummer-eins-Album in Belgien.                                                                                        |
| 4. April 2015 – 1. Mai 2015 4 Wochen | 4                                                | Selah Sue                                          | Reason                                           | 2011 hatte die Sängerin aus Brabant ihren großen Durchbruch mit ihrem Debütalbum. Mit diesem zweiten Album konnte sie daran anknüpfen und sich sogar in Deutschland, und damit erstmals außerhalb des niederländisch- und französischsprachigen Raums, platzieren.                                       |
| 2. Mai 2015 – 8. Mai 2015 1 Woche | 1                                                | Demis Roussos                                      | Collected                                        | Der im Januar verstorbene Grieche hatte seine erfolgreichste Zeit 40 Jahre zuvor: 1973 hatte er in Belgien fünf Nummer-eins-Singles in einem Jahr. |
| 9. Mai 2015 – 14. August 2015 14 Wochen (insgesamt 18) | 18                                               | Stan Van Samang                                    | Liefde voor publiek                              | Mit der zweiten Nummer-eins-Single des singenden Serienschauspielers folgte auch das Album auf Platz eins. Es wurde das erfolgreichste Album der letzten Jahre und nur Helmut Lotti war mit seinem zweiten Klassikalbum ab 1996 länger auf Platz eins gestanden.                                         |
| 15. August 2015 – 21. August 2015 1 Woche | 1                                                | Dr. Dre                                            | Compton: A Soundtrack by Dr. Dre                 | Das zweite Album des US-Rappers war 15 Jahre zuvor nur auf Platz 13 gekommen und in den Singlecharts hatte er ebenfalls keine hohen Platzierungen erreicht, somit ragt das Album weit heraus. Es wurde im Vorfeld auch viel Wirbel gemacht um das Album, das sein letztes sein soll.                     |
| 22. August 2015 – 11. September 2015 3 Wochen (insgesamt 18) | 18                                               | Stan Van Samang                                    | Liefde voor publiek                              | – |
| 12. September 2015 – 18. September 2015 1 Woche | 1                                                | Iron Maiden                                        | The Book of Souls                                | 2010 standen die Metalrocker schon einmal auf Platz zwei und 2003 auf Platz vier in Belgien, nach einer langen Reihe von Albumveröffentlichungen war es aber die erste Nummer-eins-Platzierung. |
| 19. September 2015 – 25. September 2015 1 Woche (insgesamt 18) | 18                                               | Stan Van Samang                                    | Liefde voor publiek                              | – |
| 26. September 2015 – 9. Oktober 2015 2 Wochen | 2                                                | David Gilmour                                      | Rattle That Lock                                 | Nach dem offiziell letzten Album von Pink Floyd im Vorjahr hatte der Frontmann sein erstes Solo-Nummer-eins-Album. Das erste Soloalbum On an Island hatte 2006 Platz 9 erreicht. |
| 10. Oktober 2015 – 23. Oktober 2015 2 Wochen | 2                                                | Editors                                            | In Dream                                         | Für die Briten war es bereits das zweite Nummer-eins-Album in Folge nach The Weight of Your Love vor zwei Jahren. Insgesamt war es das fünfte Chartalbum in 10 Jahren. |
| 24. Oktober 2015 – 30. Oktober 2015 1 Woche | 1                                                | Black Box Revelation                               | Highway Cruiser                                  | Mit ihrem zweiten Album Silver Threats war die Rockband 2010 schon einmal auf Platz eins gewesen. |
| 31. Oktober 2015 – 6. November 2015 1 Woche | 1                                                | Trixie Whitley                                     | Porta Bohemica                                   | Das Debütalbum Fourth Corner hatte zwei Jahre zuvor Platz eins verpasst, war aber fast zwei Jahre in den Charts gewesen. Das Nachfolgealbum der Belgierin stieg direkt an der Spitze ein. |
| 7. November 2015 – 13. November 2015 1 Woche | 1                                                | Regi                                               | Voices                                           | Nach mehr als fünf Jahren schaffte es der belgische DJ zum zweiten Mal in Folge auf Platz eins. |
| 14. November 2015 – 20. November 2015 1 Woche | 1                                                | Ellie Goulding                                     | Delirium                                         | Ihr Erfolgsalbum Halcyon war drei Jahre zuvor nur auf Platz 14 gekommen, dafür aber fast eineinhalb Jahre in den Charts gewesen. Dieses Album erreichte in Flandern die Spitze und war damit erfolgreicher als bspw. in Gouldings britischer Heimat.                                                     |
| 21. November 2015 – 27. November 2015 1 Woche | 1                                                | One Direction                                      | Made in the A. M.                                | – |
| 28. November 2015 – 25. Dezember 2015 4 Wochen | 4                                                | Adele                                              | 25                                               | – |
| 26. Dezember 2015 – 15. Januar 2016 3 Wochen (insgesamt 5) | 5                                                | K3                                                 | 10.000 luchtballonnen                            | – |

### Jahreshitparaden
| ← 2014 ← | Liste der Nummer-eins-Hits in Belgien (Flandern) | Liste der Nummer-eins-Hits in Belgien (Flandern)        | Liste der Nummer-eins-Hits in Belgien (Flandern) | 2016 →   |
| \| Singles \| Position# \| Alben \| \| ------------------------------------------------------------------------------------------------------------------------------- \| --------- \| ------------------------------------------------------- \| \| Uptown Funk! Mark Ronson feat. Bruno Mars Mark Ronson, Jeff Bhasker, Bruno Mars, Philip Lawrence \| 1 \| Liefde voor publiek Stan Van Samang \| \| Cheerleader (Felix Jaehn Remix) Omi Omar Samuel Pasley, Clifton Dillon, Mark Bradford, Ryan Dillon, Sly Dunbar \| 2 \| 25 Adele \| \| Christine Christine and the Queens Héloïse Letissier \| 3 \| Entity Oscar and the Wolf \| \| Reality Lost Frequencies feat. Janieck Devy Felix de Laet, Radboud Miedema, Janieck van de Polder \| 4 \| En route Tourist LeMC \| \| Hello Adele Greg Kurstin, Adele Adkins \| 5 \| Collected Demis Roussos \| \| The Hum Dimitri Vegas & Like Mike vs. Ummet Ozcan Dimitri Thivaios, Michael Thivaios, Ummet Ozcan \| 6 \| Reason Selah Sue \| \| Lean On Major Lazer & DJ Snake feat. Mø Thomas Wesley Pentz, Karen Marie Ørsted, William Grigahcine, Philip Meckseper \| 7 \| Chaleur humaine Christine and the Queens \| \| Goeiemorgend, goeiendag (Live) Stan Van Samang Paul Quintens, Hans Francken, Phil Van Cauwenbergh, Brahim, Charissa Parassiadis \| 8 \| Rock or Bust AC/DC \| \| See You Again Wiz Khalifa feat. Charlie Puth Justin Franks, Cameron Thomaz, Andrew Cedar, Charles Puth \| 9 \| Thank You All! Vaya Con Dios \| \| Higher Place Dimitri Vegas & Like Mike feat. Ne-Yo Dimitri Thivaios, Michael Thivaios, Shaffer Smith \| 10 \| How Big, How Blue, How Beautiful Florence + the Machine \| |                                                  |                                                         |                                                  |          |
| ← 2014 |                                                  |                                                         |                                                  | → 2016 → |
| Singles | Position#                                        | Alben                                                   |                                                  |          |
| Uptown Funk! Mark Ronson feat. Bruno Mars Mark Ronson, Jeff Bhasker, Bruno Mars, Philip Lawrence | 1                                                | Liefde voor publiek Stan Van Samang                     |                                                  |          |
| Cheerleader (Felix Jaehn Remix) Omi Omar Samuel Pasley, Clifton Dillon, Mark Bradford, Ryan Dillon, Sly Dunbar | 2                                                | 25 Adele                                                |                                                  |          |
| Christine Christine and the Queens Héloïse Letissier | 3                                                | Entity Oscar and the Wolf                               |                                                  |          |
| Reality Lost Frequencies feat. Janieck Devy Felix de Laet, Radboud Miedema, Janieck van de Polder | 4                                                | En route Tourist LeMC                                   |                                                  |          |
| Hello Adele Greg Kurstin, Adele Adkins | 5                                                | Collected Demis Roussos                                 |                                                  |          |
| The Hum Dimitri Vegas & Like Mike vs. Ummet Ozcan Dimitri Thivaios, Michael Thivaios, Ummet Ozcan | 6                                                | Reason Selah Sue                                        |                                                  |          |
| Lean On Major Lazer & DJ Snake feat. Mø Thomas Wesley Pentz, Karen Marie Ørsted, William Grigahcine, Philip Meckseper | 7                                                | Chaleur humaine Christine and the Queens                |                                                  |          |
| Goeiemorgend, goeiendag (Live) Stan Van Samang Paul Quintens, Hans Francken, Phil Van Cauwenbergh, Brahim, Charissa Parassiadis | 8                                                | Rock or Bust AC/DC                                      |                                                  |          |
| See You Again Wiz Khalifa feat. Charlie Puth Justin Franks, Cameron Thomaz, Andrew Cedar, Charles Puth | 9                                                | Thank You All! Vaya Con Dios                            |                                                  |          |
| Higher Place Dimitri Vegas & Like Mike feat. Ne-Yo Dimitri Thivaios, Michael Thivaios, Shaffer Smith | 10                                               | How Big, How Blue, How Beautiful Florence + the Machine |                                                  |          |

## Wallonie

### Singles
| ← 2014 ← | Liste der Nummer-eins-Hits in Belgien (Wallonie) | Liste der Nummer-eins-Hits in Belgien (Wallonie) | Liste der Nummer-eins-Hits in Belgien (Wallonie)                                                           | 2016 → |
| \| Zeitraum \| Wo. ges. \| Interpret \| Titel Autor(en) \| Zusätzliche Informationen \| \| (Zeitraum, Wochen auf Platz eins, Interpret, Titel, Autor[en], zusätzliche Informationen) \| \| \| \| \| \| ----------------------------------------------------------------------------------------- \| -------- \| ----------------------------------- \| ---------------------------------------------------------------------------------------------------------- \| ------------------------------------------------------------------------------------------------------------------------------------------------------------------------------------------------------------------------------------------------------------------------------------------------------------------------------------------------------------------------------------------------ \| \| 27. Dezember 2014 – 9. Januar 2015 2 Wochen (insgesamt 9) \| 9 \| David Guetta feat. Sam Martin \| Dangerous David Guetta, Lindy Robbins, Giorgio Tuinfort, Sam Martin, Jason Evigan \| Bereits zum sechsten Mal stand der französische DJ auf Platz eins im Nachbarland. \| \| 10. Januar 2015 – 19. Februar 2015 6 Wochen \| 6 \| Mark Ronson feat. Bruno Mars \| Uptown Funk! Mark Ronson, Jeff Bhasker, Bruno Mars, Philip Lawrence \| Ronson hatte 2011 schon einmal an den wallonischen Charts gekratzt, Bruno Mars war in den drei Jahren davor schon regelmäßiger Gast in den Top 10 gewesen. Dieser weltweite Hit brachte beide erstmals an die Chartspitze. \| \| 21. Februar 2015 – 27. März 2015 5 Wochen \| 5 \| Christine and the Queens \| Christine Héloïse Letissier \| Mit Saint Claude hatte die Französin im Vorjahr bereits einen Top-10-Hit gehabt, ihre insgesamt vierte Single war landesweit ein Nummer-eins-Hit und hier sogar erfolgreicher als in Frankreich, wo sie auf Platz drei kam. \| \| 28. März 2015 – 15. Mai 2015 7 Wochen \| 7 \| Omi \| Cheerleader (Felix Jaehn Remix) Omar Samuel Pasley, Clifton Dillon, Mark Bradford, Ryan Dillon, Sly Dunbar \| Auch bei diesem weltweiten Hit waren sich beide Teile Belgiens einig. Jaehn und Omi erreichten Platz eins, ohne zuvor jemals in den Charts gewesen zu sein. \| \| 16. Mai 2015 – 22. Mai 2015 1 Woche \| 1 \| Alice on the Roof \| Easy Come, Easy Go Christian Ravalison, Marc Pinilla, Alice Dutoit, Joseph Hammill \| Alice Dutoit war im Jahr zuvor bei The Voice Belgique im teaminternen Finale gegen den späteren Sieger Laurent Pagna ausgeschieden. Von allen Teilnehmern waren nur zwei anschließend in den Charts erfolgreich und beide erreichten Platz eins: Alice Dutoit und Loïc Nottet. \| \| 23. Mai 2015 – 29. Mai 2015 1 Woche (insgesamt 4) \| 4 \| Feder feat. Lyse \| Goodbye Anne-Lyse Blanc, Hadrien Federiconi \| Mit seiner Deep-House-Nummer stand der französische DJ in Frankreich, der Schweiz und der Wallonie an der Spitze, aber auch in anderen Ländern erreichte sie hohe Platzierungen. \| \| 30. Mai 2015 – 12. Juni 2015 2 Wochen \| 2 \| Loïc Nottet \| Rhythm Inside Beverly Jo Scott, Loïc Nottet \| Der vom RTBF ausgewählte und vom The-Voice-Belgique-Teilnehmer vorgetragene Titel belegte beim Eurovision Song Contest in Wien den vierten Platz, die beste Platzierung Belgiens seit 2003. Fünf Jahre nach Me and My Guitar von Tom Dice stand wieder ein belgischer Beitrag an der Spitze der wallonischen Single-Charts, erstmals seit 1995 schaffte es ein wallonischer Beitrag auf Platz 1. \| \| 13. Juni 2015 – 26. Juni 2015 2 Wochen (insgesamt 4) \| 4 \| Feder feat. Lyse \| Goodbye Anne-Lyse Blanc, Hadrien Federiconi \| − \| \| 27. Juni 2015 – 10. Juli 2015 2 Wochen \| 2 \| Marina Kaye \| Homeless Nina Woodford, Mathias Wollo, Marina Dalmas \| Mit nur 13 Jahren gewann Marina Kaye die französische Supertalent-Show, vier Jahre später hatte sie nicht nur in Frankreich, sondern auch in Belgien einen großen Debüthit. \| \| 11. Juli 2015 – 17. Juli 2015 1 Woche (insgesamt 4) \| 4 \| Feder feat. Lyse \| Goodbye Anne-Lyse Blanc, Hadrien Federiconi \| − \| \| 18. Juli 2015 – 21. August 2015 5 Wochen \| 5 \| Lost Frequencies feat. Janieck Devy \| Reality Felix de Laet, Janieck van de Polder \| Die erste Single des Brüsseler DJs hatte Platz eins noch knapp verpasst, beim zweiten Hit waren sich Flamen und Wallonen dann einig. \| \| 22. August 2015 – 4. September 2015 2 Wochen (insgesamt 3) \| 3 \| Nicky Jam & Enrique Iglesias \| El perdón Nick Rivera Caminero \| Das Lied war der große Sommerhit in Spanien und erreichte danach über Italien und Frankreich auch Belgien. \| \| 5. September 2015 – 11. September 2015 1 Woche \| 1 \| Mylène Farmer & Sting \| Stolen Car Gordon Sumner, Mylène Farmer \| Das Original war 2004 einer der letzten größeren Charthits für Sting. Die französisch-englische Version wurde produziert von The Avener, der Ende letzten Jahres selbst einen Tophit hatte. \| \| 12. September 2015 – 18. September 2015 1 Woche (insgesamt 3) \| 3 \| Nicky Jam & Enrique Iglesias \| El perdón Nick Rivera Caminero \| – \| \| 19. September 2015 – 16. Oktober 2015 4 Wochen \| 4 \| Calvin Harris & Disciples \| How Deep Is Your Love? Adam Wiles, Ina Wroldsen, Nathan Duvall, Gavin Koolmon, Luke McDermott \| Der schottische DJ hatte im Vorjahr schon zwei Top-3-Hits gehabt und jetzt erstmals Platz eins erreicht. Das Lied erreichte international hohe Platzierungen, aber außer in den wallonischen Charts stand es nur in den Nederlandse Top 40 und in Australien an der Chartspitze. \| \| 17. Oktober 2015 – 30. Oktober 2015 2 Wochen \| 2 \| Matt Simons \| Catch & Release (Deepend Remix) Matt Simons, Erik Mattiasson \| Obwohl der Titel ursprünglich aus dem niederländischsprachigen Fernsehen kam, setzte er sich nach drei Wochen auch im französischsprachigen Teil Belgiens durch. \| \| 31. Oktober 2015 – 5. März 2016 18 Wochen \| 18 \| Adele \| Hello Greg Kurstin, Adele Adkins \| – \| |                                                  |                                                  | | |
| ← 2014 |                                                  |                                                  | | → 2016 → |
| Zeitraum | Wo. ges.                                         | Interpret                                        | Titel Autor(en)                                                                                            | Zusätzliche Informationen |
| (Zeitraum, Wochen auf Platz eins, Interpret, Titel, Autor[en], zusätzliche Informationen) |                                                  |                                                  | | |
| 27. Dezember 2014 – 9. Januar 2015 2 Wochen (insgesamt 9) | 9                                                | David Guetta feat. Sam Martin                    | Dangerous David Guetta, Lindy Robbins, Giorgio Tuinfort, Sam Martin, Jason Evigan                          | Bereits zum sechsten Mal stand der französische DJ auf Platz eins im Nachbarland. |
| 10. Januar 2015 – 19. Februar 2015 6 Wochen | 6                                                | Mark Ronson feat. Bruno Mars                     | Uptown Funk! Mark Ronson, Jeff Bhasker, Bruno Mars, Philip Lawrence                                        | Ronson hatte 2011 schon einmal an den wallonischen Charts gekratzt, Bruno Mars war in den drei Jahren davor schon regelmäßiger Gast in den Top 10 gewesen. Dieser weltweite Hit brachte beide erstmals an die Chartspitze. |
| 21. Februar 2015 – 27. März 2015 5 Wochen | 5                                                | Christine and the Queens                         | Christine Héloïse Letissier                                                                                | Mit Saint Claude hatte die Französin im Vorjahr bereits einen Top-10-Hit gehabt, ihre insgesamt vierte Single war landesweit ein Nummer-eins-Hit und hier sogar erfolgreicher als in Frankreich, wo sie auf Platz drei kam. |
| 28. März 2015 – 15. Mai 2015 7 Wochen | 7                                                | Omi                                              | Cheerleader (Felix Jaehn Remix) Omar Samuel Pasley, Clifton Dillon, Mark Bradford, Ryan Dillon, Sly Dunbar | Auch bei diesem weltweiten Hit waren sich beide Teile Belgiens einig. Jaehn und Omi erreichten Platz eins, ohne zuvor jemals in den Charts gewesen zu sein. |
| 16. Mai 2015 – 22. Mai 2015 1 Woche | 1                                                | Alice on the Roof                                | Easy Come, Easy Go Christian Ravalison, Marc Pinilla, Alice Dutoit, Joseph Hammill                         | Alice Dutoit war im Jahr zuvor bei The Voice Belgique im teaminternen Finale gegen den späteren Sieger Laurent Pagna ausgeschieden. Von allen Teilnehmern waren nur zwei anschließend in den Charts erfolgreich und beide erreichten Platz eins: Alice Dutoit und Loïc Nottet. |
| 23. Mai 2015 – 29. Mai 2015 1 Woche (insgesamt 4) | 4                                                | Feder feat. Lyse                                 | Goodbye Anne-Lyse Blanc, Hadrien Federiconi                                                                | Mit seiner Deep-House-Nummer stand der französische DJ in Frankreich, der Schweiz und der Wallonie an der Spitze, aber auch in anderen Ländern erreichte sie hohe Platzierungen. |
| 30. Mai 2015 – 12. Juni 2015 2 Wochen | 2                                                | Loïc Nottet                                      | Rhythm Inside Beverly Jo Scott, Loïc Nottet                                                                | Der vom RTBF ausgewählte und vom The-Voice-Belgique-Teilnehmer vorgetragene Titel belegte beim Eurovision Song Contest in Wien den vierten Platz, die beste Platzierung Belgiens seit 2003. Fünf Jahre nach Me and My Guitar von Tom Dice stand wieder ein belgischer Beitrag an der Spitze der wallonischen Single-Charts, erstmals seit 1995 schaffte es ein wallonischer Beitrag auf Platz 1. |
| 13. Juni 2015 – 26. Juni 2015 2 Wochen (insgesamt 4) | 4                                                | Feder feat. Lyse                                 | Goodbye Anne-Lyse Blanc, Hadrien Federiconi                                                                | − |
| 27. Juni 2015 – 10. Juli 2015 2 Wochen | 2                                                | Marina Kaye                                      | Homeless Nina Woodford, Mathias Wollo, Marina Dalmas                                                       | Mit nur 13 Jahren gewann Marina Kaye die französische Supertalent-Show, vier Jahre später hatte sie nicht nur in Frankreich, sondern auch in Belgien einen großen Debüthit. |
| 11. Juli 2015 – 17. Juli 2015 1 Woche (insgesamt 4) | 4                                                | Feder feat. Lyse                                 | Goodbye Anne-Lyse Blanc, Hadrien Federiconi                                                                | − |
| 18. Juli 2015 – 21. August 2015 5 Wochen | 5                                                | Lost Frequencies feat. Janieck Devy              | Reality Felix de Laet, Janieck van de Polder                                                               | Die erste Single des Brüsseler DJs hatte Platz eins noch knapp verpasst, beim zweiten Hit waren sich Flamen und Wallonen dann einig. |
| 22. August 2015 – 4. September 2015 2 Wochen (insgesamt 3) | 3                                                | Nicky Jam & Enrique Iglesias                     | El perdón Nick Rivera Caminero                                                                             | Das Lied war der große Sommerhit in Spanien und erreichte danach über Italien und Frankreich auch Belgien. |
| 5. September 2015 – 11. September 2015 1 Woche | 1                                                | Mylène Farmer & Sting                            | Stolen Car Gordon Sumner, Mylène Farmer                                                                    | Das Original war 2004 einer der letzten größeren Charthits für Sting. Die französisch-englische Version wurde produziert von The Avener, der Ende letzten Jahres selbst einen Tophit hatte. |
| 12. September 2015 – 18. September 2015 1 Woche (insgesamt 3) | 3                                                | Nicky Jam & Enrique Iglesias                     | El perdón Nick Rivera Caminero                                                                             | – |
| 19. September 2015 – 16. Oktober 2015 4 Wochen | 4                                                | Calvin Harris & Disciples                        | How Deep Is Your Love? Adam Wiles, Ina Wroldsen, Nathan Duvall, Gavin Koolmon, Luke McDermott              | Der schottische DJ hatte im Vorjahr schon zwei Top-3-Hits gehabt und jetzt erstmals Platz eins erreicht. Das Lied erreichte international hohe Platzierungen, aber außer in den wallonischen Charts stand es nur in den Nederlandse Top 40 und in Australien an der Chartspitze. |
| 17. Oktober 2015 – 30. Oktober 2015 2 Wochen | 2                                                | Matt Simons                                      | Catch & Release (Deepend Remix) Matt Simons, Erik Mattiasson                                               | Obwohl der Titel ursprünglich aus dem niederländischsprachigen Fernsehen kam, setzte er sich nach drei Wochen auch im französischsprachigen Teil Belgiens durch. |
| 31. Oktober 2015 – 5. März 2016 18 Wochen | 18                                               | Adele                                            | Hello Greg Kurstin, Adele Adkins                                                                           | – |

### Alben
| ← 2014 ← | Liste der Nummer-eins-Hits in Belgien (Wallonie) | Liste der Nummer-eins-Hits in Belgien (Wallonie) | Liste der Nummer-eins-Hits in Belgien (Wallonie) | 2016 → |
| \| Zeitraum \| Wo. ges. \| Interpret \| Titel \| Zusätzliche Informationen \| \| (Zeitraum, Wochen auf Platz eins, Interpret, Titel, zusätzliche Informationen) \| \| \| \| \| \| ------------------------------------------------------------------------------ \| -------- \| ------------------------ \| ---------------------------------------- \| ------------------------------------------------------------------------------------------------------------------------------------------------------------------------------------------------------------------------------------------------------ \| \| 20. Dezember 2014 – 23. Januar 2015 5 Wochen (insgesamt 15) \| 15 \| Calogero \| Les feux d’artifices \| Mit seinem zehnten Album (inklusive des Bandprojekts Circus) erreichte der französische Sänger zum sechsten Mal die Chartspitze. \| \| 24. Januar 2015 – 12. Februar 2015 3 Wochen \| 3 \| Kendji Girac \| Kendji \| Der Sieger von The Voice in Frankreich konnte anschließend in seiner Heimat und in Frankreich mit seinem Debütalbum Platz eins der Albumcharts einnehmen. \| \| 13. Februar 2015 – 27. Februar 2015 2 Wochen \| 2 \| M. Pokora \| R. E. D. − Rythmes extrêmement dangereux \| Für den Franzosen war es das erste Nummer-eins-Album in Belgien, nachdem vom Vorgängeralbum À la poursuite du bonheur sowohl Studio- als auch Liveversion auf Platz zwei gekommen waren. \| \| 28. Februar 2015 – 20. März 2015 3 Wochen \| 3 \| Christine and the Queens \| Chaleur humaine \| Erst 37 Wochen nach dem Chartdebüt, erst nachdem die Hitsingle Christine in Flandern vier Wochen auf Platz 1 gewesen war, kam das Album der Französin in der Wallonie an die Spitze. Davor stand sie im Oktober 2014 bereits einmal auf Platz 5. \| \| 21. März 2015 – 10. April 2015 3 Wochen \| 3 \| Les Enfoirés \| Sur la route des Enfoirés \| Seit 15 Jahren erreichten alle Alben bis auf drei Kompilationen Platz eins, insgesamt zum 18. Mal stand das französische Benefizprojekt in Belgien an der Chartspitze. \| \| 11. April 2015 – 24. April 2015 2 Wochen \| 2 \| Selah Sue \| Reason \| Mit dem zweiten Album hatte die Belgierin auch ihr zweites Nummer-eins-Album. Zuvor hatte sie 2014 auch ihre erste Nummer-eins-Single in den wallonischen Charts gehabt. \| \| 25. April 2015 – 1. Mai 2015 1 Woche \| 1 \| Booba \| D.U.C \| Im zehnten Anlauf schaffte Booba den Sprung an die Spitze der Albumcharts. 2002 gab der französische Rapper sein belgisches Chartdebüt und das Album Futur hatte 2012 bereits Platz fünf erreicht und war fast eineinhalb Jahre in den Charts gewesen. \| \| 2. Mai 2015 – 12. Juni 2015 6 Wochen \| 6 \| Francis Cabrel \| In extremis \| Mit dem vierten Album nacheinander hatte der französische Chansonnier damit die Nummer-eins-Position in den wallonischen Charts eingenommen. \| \| 13. Juni 2015 – 17. Juli 2015 5 Wochen \| 5 \| Muse \| Drones \| Zum dritten Mal in Folge erreichte die britische Rockband mit einem Studioalbum Platz eins. \| \| 18. Juli 2015 – 4. September 2015 7 Wochen \| 7 \| Louane \| Chambre 12 \| 2013 hatte Louane an der französischen Ausgabe von The Voice teilgenommen und das Halbfinale erreicht. Mit ihrem Debütalbum stand sie in Frankreich und Belgien an der Spitze. \| \| 5. September 2015 – 25. September 2015 3 Wochen (insgesamt 7) \| 7 \| Maître Gims \| Mon cœur avait raison \| Schon das Debütalbum Subliminal hatte zwei Jahre zuvor Platz eins erreicht und war damit sogar erfolgreicher gewesen als in der Heimat des französischen Rappers. Im zweiten Anlauf erreichte er in beiden Ländern die Spitzenposition. \| \| 26. September 2015 – 9. Oktober 2015 2 Wochen \| 2 \| David Gilmour \| Rattle That Lock \| Nach dem offiziell letzten Album von Pink Floyd im Vorjahr hatte der Frontmann sein erstes Solo-Nummer-eins-Album. Das erste Soloalbum On an Island hatte 2006 Platz 3 erreicht. \| \| 10. Oktober 2015 – 6. November 2015 4 Wochen (insgesamt 7) \| 7 \| Maître Gims \| Mon cœur avait raison \| – \| \| 7. November 2015 – 13. November 2015 1 Woche \| 1 \| Kendji Girac \| Ensemble \| Es war die zweite Nummer-eins-Platzierung mit dem zweiten Album für den französischen The-Voice-Sieger von 2014. \| \| 14. November 2015 – 20. November 2015 1 Woche \| 1 \| Mylène Farmer \| Interstellaires \| 20 Jahre zuvor gab die Französin ihr Debüt mit dem Nummer-zwei-Album Anamorphosée, inzwischen war sie mit 16 Alben in den Charts und jetzt zum siebten Mal auf Platz eins in der Wallonie. \| \| 21. November 2015 – 27. November 2015 1 Woche \| 1 \| Johnny Hallyday \| De l’amour \| – \| \| 28. November 2015 – 15. Januar 2016 7 Wochen \| 7 \| Adele \| 25 \| – \| |                                                  |                                                  |                                                  | |
| ← 2014 |                                                  |                                                  |                                                  | → 2016 → |
| Zeitraum | Wo. ges.                                         | Interpret                                        | Titel                                            | Zusätzliche Informationen |
| (Zeitraum, Wochen auf Platz eins, Interpret, Titel, zusätzliche Informationen) |                                                  |                                                  |                                                  | |
| 20. Dezember 2014 – 23. Januar 2015 5 Wochen (insgesamt 15) | 15                                               | Calogero                                         | Les feux d’artifices                             | Mit seinem zehnten Album (inklusive des Bandprojekts Circus) erreichte der französische Sänger zum sechsten Mal die Chartspitze. |
| 24. Januar 2015 – 12. Februar 2015 3 Wochen | 3                                                | Kendji Girac                                     | Kendji                                           | Der Sieger von The Voice in Frankreich konnte anschließend in seiner Heimat und in Frankreich mit seinem Debütalbum Platz eins der Albumcharts einnehmen.                                                                                              |
| 13. Februar 2015 – 27. Februar 2015 2 Wochen | 2                                                | M. Pokora                                        | R. E. D. − Rythmes extrêmement dangereux         | Für den Franzosen war es das erste Nummer-eins-Album in Belgien, nachdem vom Vorgängeralbum À la poursuite du bonheur sowohl Studio- als auch Liveversion auf Platz zwei gekommen waren.                                                               |
| 28. Februar 2015 – 20. März 2015 3 Wochen | 3                                                | Christine and the Queens                         | Chaleur humaine                                  | Erst 37 Wochen nach dem Chartdebüt, erst nachdem die Hitsingle Christine in Flandern vier Wochen auf Platz 1 gewesen war, kam das Album der Französin in der Wallonie an die Spitze. Davor stand sie im Oktober 2014 bereits einmal auf Platz 5.       |
| 21. März 2015 – 10. April 2015 3 Wochen | 3                                                | Les Enfoirés                                     | Sur la route des Enfoirés                        | Seit 15 Jahren erreichten alle Alben bis auf drei Kompilationen Platz eins, insgesamt zum 18. Mal stand das französische Benefizprojekt in Belgien an der Chartspitze.                                                                                 |
| 11. April 2015 – 24. April 2015 2 Wochen | 2                                                | Selah Sue                                        | Reason                                           | Mit dem zweiten Album hatte die Belgierin auch ihr zweites Nummer-eins-Album. Zuvor hatte sie 2014 auch ihre erste Nummer-eins-Single in den wallonischen Charts gehabt.                                                                               |
| 25. April 2015 – 1. Mai 2015 1 Woche | 1                                                | Booba                                            | D.U.C                                            | Im zehnten Anlauf schaffte Booba den Sprung an die Spitze der Albumcharts. 2002 gab der französische Rapper sein belgisches Chartdebüt und das Album Futur hatte 2012 bereits Platz fünf erreicht und war fast eineinhalb Jahre in den Charts gewesen. |
| 2. Mai 2015 – 12. Juni 2015 6 Wochen | 6                                                | Francis Cabrel                                   | In extremis                                      | Mit dem vierten Album nacheinander hatte der französische Chansonnier damit die Nummer-eins-Position in den wallonischen Charts eingenommen. |
| 13. Juni 2015 – 17. Juli 2015 5 Wochen | 5                                                | Muse                                             | Drones                                           | Zum dritten Mal in Folge erreichte die britische Rockband mit einem Studioalbum Platz eins. |
| 18. Juli 2015 – 4. September 2015 7 Wochen | 7                                                | Louane                                           | Chambre 12                                       | 2013 hatte Louane an der französischen Ausgabe von The Voice teilgenommen und das Halbfinale erreicht. Mit ihrem Debütalbum stand sie in Frankreich und Belgien an der Spitze.                                                                         |
| 5. September 2015 – 25. September 2015 3 Wochen (insgesamt 7) | 7                                                | Maître Gims                                      | Mon cœur avait raison                            | Schon das Debütalbum Subliminal hatte zwei Jahre zuvor Platz eins erreicht und war damit sogar erfolgreicher gewesen als in der Heimat des französischen Rappers. Im zweiten Anlauf erreichte er in beiden Ländern die Spitzenposition.                |
| 26. September 2015 – 9. Oktober 2015 2 Wochen | 2                                                | David Gilmour                                    | Rattle That Lock                                 | Nach dem offiziell letzten Album von Pink Floyd im Vorjahr hatte der Frontmann sein erstes Solo-Nummer-eins-Album. Das erste Soloalbum On an Island hatte 2006 Platz 3 erreicht.                                                                       |
| 10. Oktober 2015 – 6. November 2015 4 Wochen (insgesamt 7) | 7                                                | Maître Gims                                      | Mon cœur avait raison                            | – |
| 7. November 2015 – 13. November 2015 1 Woche | 1                                                | Kendji Girac                                     | Ensemble                                         | Es war die zweite Nummer-eins-Platzierung mit dem zweiten Album für den französischen The-Voice-Sieger von 2014. |
| 14. November 2015 – 20. November 2015 1 Woche | 1                                                | Mylène Farmer                                    | Interstellaires                                  | 20 Jahre zuvor gab die Französin ihr Debüt mit dem Nummer-zwei-Album Anamorphosée, inzwischen war sie mit 16 Alben in den Charts und jetzt zum siebten Mal auf Platz eins in der Wallonie.                                                             |
| 21. November 2015 – 27. November 2015 1 Woche | 1                                                | Johnny Hallyday                                  | De l’amour                                       | – |
| 28. November 2015 – 15. Januar 2016 7 Wochen | 7                                                | Adele                                            | 25                                               | – |

### Jahreshitparaden
| ← 2014 ← | Liste der Nummer-eins-Hits in Belgien (Wallonie) | Liste der Nummer-eins-Hits in Belgien (Wallonie)   | Liste der Nummer-eins-Hits in Belgien (Wallonie) | 2016 →   |
| \| Singles \| Position# \| Alben \| \| --------------------------------------------------------------------------------------------------------------------- \| --------- \| -------------------------------------------------- \| \| Cheerleader (Felix Jaehn Remix) Omi Omar Samuel Pasley, Clifton Dillon, Mark Bradford, Ryan Dillon, Sly Dunbar \| 1 \| Kendji Kendji Girac \| \| Christine Christine and the Queens Héloïse Letissier \| 2 \| Chambre 12 Louane \| \| Uptown Funk! Mark Ronson feat. Bruno Mars Mark Ronson, Jeff Bhasker, Bruno Mars, Philip Lawrence \| 3 \| in extremis Francis Cabrel \| \| Easy Come, Easy Go Alice on the Roof Christian Ravalison, Marc Pinilla, Alice Dutoit, Joseph Hammill \| 4 \| 25 Adele \| \| Goodbye Feder feat. Lyse Anne-Lyse Blanc, Hadrien Federiconi \| 5 \| Chaleur humaine Christine and the Queens \| \| Lean On Major Lazer & DJ Snake feat. Mø Thomas Wesley Pentz, Karen Marie Ørsted, William Grigahcine, Philip Meckseper \| 6 \| Le feux d’artifice Calogero \| \| Love Me like You Do Ellie Goulding Max Martin, Savan Kotecha, Ali Payami, Tove Nilsson, Ilya Salmanzadeh \| 7 \| Reason Selah Sue \| \| Take Me to Church Hozier Andrew Hozier-Byrne \| 8 \| Drones Muse \| \| Jour 1 Louane Patxi Garat \| 9 \| R. E. D. – Rythmes extrêmement dangereux M. Pokora \| \| Reality Lost Frequencies feat. Janieck Devy Felix de Laet, Radboud Miedema, Janieck van de Polder \| 10 \| Ensemble Kendji Girac \| |                                                  |                                                    |                                                  |          |
| ← 2014 |                                                  |                                                    |                                                  | → 2016 → |
| Singles | Position#                                        | Alben                                              |                                                  |          |
| Cheerleader (Felix Jaehn Remix) Omi Omar Samuel Pasley, Clifton Dillon, Mark Bradford, Ryan Dillon, Sly Dunbar | 1                                                | Kendji Kendji Girac                                |                                                  |          |
| Christine Christine and the Queens Héloïse Letissier | 2                                                | Chambre 12 Louane                                  |                                                  |          |
| Uptown Funk! Mark Ronson feat. Bruno Mars Mark Ronson, Jeff Bhasker, Bruno Mars, Philip Lawrence | 3                                                | in extremis Francis Cabrel                         |                                                  |          |
| Easy Come, Easy Go Alice on the Roof Christian Ravalison, Marc Pinilla, Alice Dutoit, Joseph Hammill | 4                                                | 25 Adele                                           |                                                  |          |
| Goodbye Feder feat. Lyse Anne-Lyse Blanc, Hadrien Federiconi | 5                                                | Chaleur humaine Christine and the Queens           |                                                  |          |
| Lean On Major Lazer & DJ Snake feat. Mø Thomas Wesley Pentz, Karen Marie Ørsted, William Grigahcine, Philip Meckseper | 6                                                | Le feux d’artifice Calogero                        |                                                  |          |
| Love Me like You Do Ellie Goulding Max Martin, Savan Kotecha, Ali Payami, Tove Nilsson, Ilya Salmanzadeh | 7                                                | Reason Selah Sue                                   |                                                  |          |
| Take Me to Church Hozier Andrew Hozier-Byrne | 8                                                | Drones Muse                                        |                                                  |          |
| Jour 1 Louane Patxi Garat | 9                                                | R. E. D. – Rythmes extrêmement dangereux M. Pokora |                                                  |          |
| Reality Lost Frequencies feat. Janieck Devy Felix de Laet, Radboud Miedema, Janieck van de Polder | 10                                               | Ensemble Kendji Girac                              |                                                  |          |